# رایانش فرگشتی

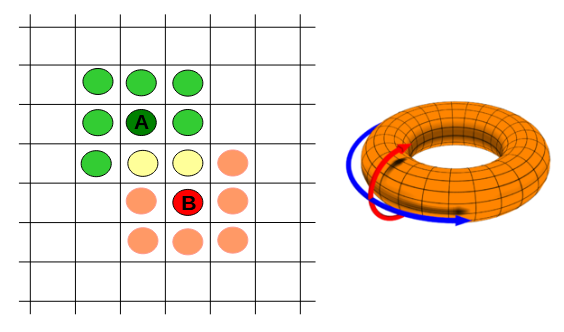
محاسبات فرگشتی (رایانش فرگشتی) شاخه‌ای از هوش مصنوعی (یا به‌طور خاص‌تر هوش محاسباتی) است که شامل مسایل بهینه‌سازی ترکیبی می‌شود.

محاسبات فرگشتی (رایانش فرگشتی) نوعی از یادگیری ماشینی و در نتیجه شاخه‌ای از هوش مصنوعی (یا به‌طور خاص‌تر هوش محاسباتی) است که شامل مسایل بهینه‌سازی ترکیبی می‌شود. الگوریتم‌های استفاده شده (الگوریتم‌های فرگشتی) بر اساس استفاده از قوانین داروین هستند. از لحاظ فنی این الگوریتم‌ها متعلق به حل کننده‌های آزمون و خطا هستند و می‌توان آن‌ها را از روش‌های بهینه‌سازی کلی با ماهیت فرا ابتکاری یا بهینه‌سازی تصادفی قلمداد کرد که به وسیلهٔ استفاده از جمعی از راه‌حل‌های پیشنهادی (به جای تکرار کردن یک روش در فضای جستجو) برجسته شده‌است.
محاسبات فرگشتی شامل چهار زیرگروه اصلی می‌باشد.
1. الگوریتم ژنتیک
2. راهبرد فرگشتی
3. برنامه‌نویسی ژنتیک
4. برنامه‌سازی فرگشتی

## تاریخچه
استفادهٔ از قواعد داروینی به تاریخ ۱۹۶۰–۱۹۵۰ بازمی‌گردد ولی در دههٔ ۱۹۶۰ بود که توسعهٔ سه تفسیر متفاوت این نظریه در سه مکان مختلف شروع شد.
برنامه‌نویسی فرگشتی توسط لارنس. جی فاگل در آمریکا معرفی شد، در حالی که جان هانری هلند روش خودش را الگوریتم ژنتیک نام نهاد. ingo rechenberg در آلمان و هانس پاول شوفی در آلمان استراتژی‌های فرگشتی را معرفی کردند. این عنوان‌ها به‌طور جداگانه در طی تقریباً پانزده سال توسعه یافتند. از اوایل دههٔ نود میلادی تا به این تاریخ این شاخه‌ها تحت عنوان محاسبات فرگشتی متحد شدند. همچنین در اوایل دههٔ نود میلادی؛ جریانِ چهارمی پیرو این ایدهٔ کلی پدیدار شد که با نام برنامه‌نویسی ژنتیک شناخته شد. از دههٔ نود میلادی؛ الگوریتم‌های الهام گرفته‌شده از طبیعت رشد چشمگیری داشته‌اند و نقش عمده‌ای را در محاسبات فرگشتی ایفا می‌کنند.